# Daniel Lovinho
Daniel Santos Silva, meglio noto come Daniel Lovinho (San Paolo, 9 gennaio 1989), è un ex calciatore brasiliano, di ruolo attaccante.